# Kraftwerk Taishan
Das Kraftwerk Taishan (bzw. Kraftwerk Guohua Taishan) ist ein Kohlekraftwerk, das am Südchinesischen Meer in Taishan, Provinz Guangdong, China gelegen ist.

## Daten
Mit einer installierten Leistung von 5 GW ist Taishan eines der leistungsstärksten Kohlekraftwerke weltweit. Es dient zur Abdeckung der Grundlast.

## Kraftwerksblöcke
Das Kraftwerk besteht aus zwei Anlagen mit insgesamt sieben Blöcken unterschiedlicher Leistung, die von 2003 bis 2011 in Betrieb gingen. Die folgende Tabelle gibt einen Überblick:
| Anlage | Block | Max. Leistung (MW) | Betriebsbeginn | Turbine           | Generator         | Dampfkessel       |
| ------ | ----- | ------------------ | -------------- | ----------------- | ----------------- | ----------------- |
| 1      | 1     | 600                | 2003           | Shanghai Electric | Shanghai Electric | Shanghai Electric |
|        | 2     | 600                | 2004           | Shanghai Electric | Shanghai Electric | Shanghai Electric |
|        | 3     | 600                | 2006           | Shanghai Electric | Shanghai Electric | Shanghai Electric |
|        | 4     | 600                | 2006           | Shanghai Electric | Shanghai Electric | Shanghai Electric |
|        | 5     | 600                | 2006           | Shanghai Electric | Shanghai Electric | Shanghai Electric |
| 2      | 6     | 1000               | 2011           |                   |                   |                   |
|        | 7     | 1000               | 2011           |                   |                   |                   |

Die Blöcke 6 bis 7 verwenden superkritische Dampferzeuger (siehe Überkritisches Wasser). Die Kühlung des Kraftwerks erfolgt mit Meerwasser. Die Kühlwasserpumpen für die Blöcke 1 bis 5 wurden von KSB geliefert.